# أندريا بريكوبي
أندريا بريكوبي (بالرومانية: Andreea Pricopi) مواليد 20 فبراير 1994 في براشوف، هي لاعبة كرة يد رومانية. مثلت منتخب رومانيا لكرة اليد للسيدات.

## الإنجازات
- الدوري الروماني لكرة اليد للسيدات:
  - الميدالية الفضية: 2014
- بطولة العالم لكرة اليد للسيدات شباب:
  - المركز الرابع: 2012